# Fernando de Castro Pajares
Fernando de Castro Pajares (Sahagún, 30 de mayo de 1814-Madrid, 5 de mayo de 1874) fue un pedagogo, profesor, sacerdote y político español, impulsor de instituciones para la enseñanza universitaria de los pobres, la abolición de la esclavitud y la enseñanza de la mujer.
Fue doctor en Sagrada Teología (1846), supernumerario-caballero de la Real Orden de Carlos III (1849), capellán de honor de la reina Isabel II (1850-1864), académico numerario en la Real Academia de la Historia (1864-1874), senador por la provincia de León (1871-1873), filósofo cristiano, amigo de los krausistas, entre ellos, Julián Sanz del Río (1814-1869). Otros cargos que desempeñó fueron el de catedrático de la Facultad de Filosofía, catedrático de Historia y rector en la Universidad Central de Madrid, vicerrector del seminario de León y cuarto vicepresidente del Senado.

## Biografía y carrera
Era hijo de Manuel de Castro (oriundo de Valduvieco) y Alfonsa Pajares (oriunda de Sahagún), el matrimonio residía en Grajal desde 1796, siendo el menor de once hermanos, de los cuales sobrevivieron cuatro, Rafael, José, Domingo y Fernando. Su madre falleció en 1827, Manuel de Castro se casó entonces con Petra León falleciendo el 28 de marzo de 1828, quedando huérfano con doce años. En la Cátedra de Gramática de Grajal, dirigida por los Franciscanos Alcantarinos, conoció a fondo la orden franciscana. El hermano que le recogió a la muerte de su madre, fue José, vecino de Grajal. Domingo (Benito) se encontraba como novicio en Celorio y Rafael carecía de entidad económica y de acogida, al haberse casado dos veces.
Ingresó como novicio el 6 de mayo de 1829 en el Convento de Franciscanos Descalzos de San Diego de Valladolid (Gilitos). En 1835-1836, las desamortizaciones y ex-claustraciónes de las órdenes religiosas decretadas por Mendizábal, bajo el Ministerio de Toreno, provocaron su entrada en el Seminario Conciliar de San Froilán de León, allí comenzará a estudiar teología que culminará ulteriormente en 1846 por la Universidad Central.
En el Seminario de San Froilán, el 15 de mayo de 1837 fue ordenado diácono y antes de ser sacerdote es nombrado profesor de Filosofía 1837-1840, ya presbítero es miembro vocal de la Comisión Artística de la ciudad de León (1838), vicerrector del seminario, así como secretario de la Junta artística de la provincia y fundador de la Biblioteca Provincial con los libros de los conventos suprimidos. Secretario de la Sociedad Económica de Amigos del País de León (1839) y profesor sustituto de Teología Moral y Pastoral en 1840-1844 al tiempo que se le comisiona para trasladar del palacio episcopal un lote de libros de los conventos suprimidos a la Biblioteca Provincial, ordenándolos y catalogándolos.
En noviembre de 1841, junto con Patricio de Azcárate, figura como contador de los conventos suprimidos, en diciembre se le nombra miembro de la comisión provincial para la venta de cuadros y pinturas "que no deben figurar en el museo provincial".
En el mes de junio de 1843 es secretario de la Comisión central de monumentos históricos y artísticos de León. Isabel II era declarada mayor de edad en Madrid y el partido progresista de Espartero cesaba en la regencia y en el poder.

### Madrid
En septiembre de 1844 se trasladó a Madrid pronunciando un sermón (articulado en torno a las glorias y excelencias de la Virgen María) en el Convento de don Juan de Alarcón, de advocación mercedaria, Orden significativamente relacionada con la redención de cautivos cristianos en manos musulmanas desde su fundación (en Barcelona) en el siglo XIII. (A. Ferrer del Río, 1869).
El 18 de octubre de 1845 el ministerio de Fomento o Educación presidido por Gil de Zárate, le nombra profesor sustituto, en comisión, de Mitología y Principios de Historia General en la Facultad de Filosofía y Letras de la Universidad Central, aquí obtiene en (1846) los títulos de Bachiller, Licenciado y Doctor en Teología. Regente de Teología y el 18 de septiembre ibídem de segunda clase de Historia (1846).
Catedrático, por oposición, de elementos de Historia General y de España del Instituto San Isidro de Madrid (1847), fue predicador, ibidem supernumerario, de Isabel II de España y capellán de honor de la reina desde 1850 hasta su dimisión el 2 de noviembre de 1861.
Entre 1850 y 1852 fue profesor de Moral y Religión en el colegio particular Francisco Sierra, en este periodo fue nombrado director de la Escuela Normal de Filosofía por Antonio Gil de Zárate a la sazón académico de la RAE. Al quedar suprimida la Escuela Nacional de Filosofía, fue (probablemente) presentado para obispo de Orihuela, pero rechazada por tres veces aquella presentación.
Catedrático numerario por orden del 29 de septiembre de 1852 de Historia General en la Facultad de Filosofía y Letras de la Universidad de Madrid. Licenciado en Filosofía y Letras en la Universidad Central en 1853 (obtiene el título en 1862).
En el mes de octubre de 1853 Fernando de Castro entra en contacto con Sanz del Río y su filosofía krausista.
En febrero de 1855 pronuncia ante la Corte su famoso "Sermón" sobre la definición dogmática de la Inmaculada Concepción, en el que todavía se muestra ortodoxo, cual lo demuestra su frase histórica: "El protestantismo conduce, vía recta, al socialismo; el catolicismo a la civilización".
Comisionado por el Gobierno para viajar y estudiar los sistemas educativos Europeos entre 1857-1858, por real orden se le encomienda a Fernando de Castro la visita de los principales colegios de Internos de Francia, Suiza y Alemania, (algún autor sugiere, sin citas, que entró en contacto directo con diferentes profesores Krausistas europeos y que los colegios visitados eran predominantemente franceses). [cita requerida] Redacta la "Memoria" de las experiencias de aquel viaje, ahondando en pormenores de método, gobierno y administración educativa.
Participa en la fundación de la Sociedad Antropológica Española (1864). En (1865) el cólera enluta las calles de Madrid y entra a formar parte de la Asociación de Amigos de los Pobres.
Académico de número en 1864 ingresa en 7 de enero de 1866 en la Real Academia de la Historia con el discurso: Los Caracteres Históricos de la Iglesia Española.
En 1866 el Ayuntamiento de Madrid le elige para pronunciar la oración fúnebre en las honras de las víctimas del 2 de mayo en el Templo de San Isidro.

### El punto de inflexión
Por Real orden de 31 de mayo de 1867 el Real Consejo de Instrucción Pública ordenó al rector de la UC se instruyera expediente disciplinario a los profesores D. Fernando de Castro, D. Lázaro Bardón, D. Manuel Mª José de Galdo y a D. Nicolás Salmerón. El Real Consejo emitió dictamen el 9 de marzo de 1868 y es separado de su cátedra el 14 del mismo mes. Fue restablecido, junto a otros seis catedráticos, por una resolución de la Junta Provisional Revolucionaria de Madrid promulgada el 30 de septiembre del mismo año.
El 1 de noviembre en la apertura del curso de la Universidad Central 1868-1869 pronunció el discurso inaugural: La libertad de la ciencia y la independencia de su magisterio, durante el mismo, anunció su investidura como nuevo rector cargo que ostentó hasta su dimisión el 21 de noviembre de 1870).
El 3 de febrero de 1869 pronuncia el discurso inaugural del Ateneo Artístico y Literario de Señoras y el 21 del mismo mes el discurso inaugural de las Conferencias Dominicales para la Educación de la Mujer, en el Paraninfo de San Bernardo de la Universidad Central.
En mayo de este año 1869 pronuncia Castro en Bilbao su gran discurso sobre la unidad de toda la humanidad, con motivo de la inauguración del monumento de Mallona en honor de los carlistas caídos en el asedio de 1837. Fue su última actuación como sacerdote «que ha perdido la virginidad de la fe, pero que ha ganado, en cambio la maternidad de la razón y una nueva creencia en Dios», como él mismo afirma.
El 1 de diciembre de 1869 inaugura la docencia de Institutrices en la Escuela Normal Central de Maestras, incluyendo dichas enseñanzas al año siguiente 1870, en la Asociación para la Enseñanza de la Mujer, de la que fue su primer presidente.
Partidario del abolicionismo fue presidente de la Sociedad Abolicionista Española entre 1869-1874. Fue senador electo por León en las legislaturas 1871-1872 y 1872-1873.
Falleció a los sesenta años de edad, debido a una neumonía, en su casa del número 33 de la calle Leganitos, el 5 de mayo de 1874. Al día siguiente fue enterrado en el cementerio civil de Madrid junto a Julián Sanz del Río.

## El modelo educativo que proponía, premisas y aspectos sociales
Síntesis cuasi-literal de sus declaraciones públicas (falta incluir la postura religiosa) expuestas en el discurso de apertura e investidura como rector de la Universidad Central de Madrid que define su pensamiento en relación con el modelo educativo administrativo - científico - moral - social  que proponía para España en 1868:
Modelo administrativo
- Des-centralización de la enseñanza por parte del Estado.
- Libertad de enseñanza y de Cátedra
- Des-reglamentación estatal de los programas de estudios, de la selección de los libros de texto y el fin de las censuras del Estado.

Premisas
- Sustraer la enseñanza del fanatismo de los partidos, despolitizar la educación, respetar todas las opiniones legítimas y mantener alejada la Universidad de las contiendas políticas.
- Observar el movimiento intelectual del mundo sabio y hacer que este se refleje en las aulas universitarias.
- Relacionar la Universidad Española con las demás de Europa, evitar el aislamiento, escuchar a las corporaciones sabias.
- Espíritu científico, amor a la verdad sin preocupación ni interés ajeno contrario a ella, respeto hacia la opinión de doctrina ajena buscando sobre ella el juicio de la razón, saber escuchar nuevas indagaciones y doctrinas.

Aspectos sociales
- Exposición imparcial de la íntima relación de la ciencia con los progresos de la civilización, su enlace con el desarrollo social, su utilidad, aplicaciones posibles y el grado en que estas se infiltran en la vida general del pueblo.
- Notar las obras de mérito superior que en los principales ramos del saber se hubieren publicado, determinar su espíritu y tendencias, deduciendo de todo el estado social de los pueblos y de los individuos.
- Promover conferencias públicas que difundan fuera de la Universidad los conocimientos humanos en la forma más popular y accesible que se pueda.
- Fomentar la creación de asociaciones que funden la enseñanza en las clases obreras.
- Abrir cursos especiales destinados á completar la educación de la mujer.[2]
- Procurar que la juventud se agrupe en academias científicas y hacer de modo que nuestras bibliotecas y museos puedan utilizarse libremente y por el mayor número de personas.

(Fernando de Castro: La libertad de la ciencia y la independencia de su magisterio, UC, Madrid 1868)

## Otras actividades
- Asociación para la Enseñanza de la Mujer: Se funda en 1870 y fue su primer presidente.[2] Tras su muerte en 1874, se harán cargo de la Asociación Manuel Ruiz de Quevedo, Gumersindo de Azcárate, Víctor Ruiz Albéniz o José María Muñoz-Yusta, Asunción Vela, Clementina Albéniz y Dolores González. Lucas Aguirre Juárez (vocal en la Asociación) creó las Escuelas Aguirre destinadas a las niñas y los niños más desfavorecidos.

- Sociedad Abolicionista Española: En 1872 fue presidente. En ella, también, trabajaron Rafael María de Labra, el marqués de Albaida o Julio Vizcarrondo.

## Escritos, un muestreo
Estas son algunas de sus publicaciones más destacadas, de las alrededor de 60 que se conocen:
- Sermón que en la solemne función celebrada el 14 de mayo de 1848 a su patrono Santo Toribio Alfonso de Mogravejo, Arzobispo de Lima, predicó su padre espiritual el Doctor D. Fernando de Castro, Madrid, 1848.
- Historia Moderna para uso de los institutos y colegios de segunda enseñanza, Madrid 1852.
- Historia de la Edad Media, Madrid, 1852.
- Historia Antigua para uso de los Institutos y Colegios de Segunda Enseñanza, Madrid, 1852.
- Historia universal profana y particular de España, Madrid, 1853.
- Memoria acerca de los sistemas de segunda enseñanza colegial interna y externa, Madrid, 1859.
- Los Caracteres Históricos de la Iglesia Española (Discurso acerca de), Real Academia de la Historia, Madrid 1866.
- Conferencias antiesclavistas 1872: Discurso inaugural pronunciado por D. Fernando de Castro, Presidente de la Sociedad Abolicionista Española el 5 de enero de 1872, Madrid, 1872.
- Memoria Testamentaria del Sr. Don Fernando de Castro, publicada por su fideicomisario y legatario D. M. Sales y Ferré, Madrid, 1875.
- Fernando de Castro, Caracteres históricos de la Iglesia, Pamplona, Urgoidi, 2011, ISBN 978-84-937462-4-7

## Tratadistas

### Fundaciones
El ARCHIVO DE LA FUNDACIÓN FERNANDO DE CASTRO-A.E.M. mantiene vivo su recuerdo: véase Fernando de Castro y su legado intelectual (2001). Pero en los últimos años se ha estudiado especialmente su figura: especialmente con Ramón Chacón, Don Fernando de Castro y el Problema del Catolicismo Liberal Español (2006), Juana García Romero, Fernando de Castro: paradigmas femeninos (2010), y con el renovador punto de vista de Rafael Serrano García, Fernando de Castro. Un obrero de la Humanidad (2010) y "Fernando de Castro (1814-1874)", largo prólogo a la reedición Caracteres históricos de la Iglesia, de Fernando de Castro (2011).